# ダーウィン・クビアン
- ダーウィン・クビヤン
- ダーウィン・キュービラン

ダーウィン・アリクソン・クビアン・サロム（Darwin Harrickson Cubillán Salom、1972年11月15日 - ）は、ベネズエラ出身の元プロ野球選手（投手）。

## 経歴

### アメリカ時代
野球を始めたのは19歳とかなり遅く、それまではサッカーのゴールキーパーをしていた。しかし、ニューヨーク・ヤンキース・アカデミーに知人がいた父の勧めで同アカデミーに行き、球を投げてみたところ、146 km/hの球速が出た。アカデミー側は2,000ドルで契約すると言い、本人も了承したため入団が決まった。
2000年にトロント・ブルージェイズでメジャー初昇格を果たした。

### 阪神時代
2004年オフ、日本に活躍場所を求めて阪神タイガースの秋季キャンプに参加。入団テストを受けて合格し、阪神入りが決まった。名字の「クビアン」が馘首を連想させるため、また進化論を唱えたチャールズ・ダーウィンにあやかって進化を期待され、登録名をダーウィンとした。もっとも本人は「クビアン」を敵の首を狩るという意味で捉えていたため、名字での登録を希望していた。
2005年は選手層が充実していたため一軍での活躍は少なかったが、ウエスタン・リーグでは9勝を挙げ最多勝を獲得した。
2006年はJFKトリオの一角であるジェフ・ウィリアムスの故障離脱により中継ぎ投手として奮闘。さらに久保田智之の故障による投手陣再編で先発に転向した。しかし、先発転向後もなかなか勝ちに恵まれず、再び中継ぎ投手として起用された。49試合に登板し、防御率3.79という数字を残したが、好不調の波が激しく、投げさせてみなければ分からないという欠点を残した。オフには阪神残留が決まっていながら他球団が興味を示していたことが在阪スポーツ新聞で報道された。
2007年はエステバン・ジャンとライアン・ボーグルソンの加入により、外国人登録枠の関係で二軍暮らしの期間が長かったものの、ジャンが8月に登録抹消されてからは一軍に定着。中継ぎとして渡辺亮・江草仁貴らとともにリード時・ビハインド時問わず登板、またローテーションの谷間では先発もこなすなど活躍した。しかし、この年チームが3位に終わり、先発投手陣の補強が急務とされたことや、中継ぎ中心の投手としては比較的高年俸だったことなどから戦力構想外となり、シーズンオフに自由契約となった。

### 阪神退団後
2008年1月14日に、韓国プロ野球のSKワイバーンズに入団したが、3試合に登板し1勝2敗、防御率は12.86とまったく結果を残せず、4月24日に退団した。SK退団後はメキシカンリーグのメキシコシティ・レッドデビルズと契約し、シーズン途中でオアハカ・ウォーリアーズに移籍。翌2010年はメキシカンリーグのチワワ・ゴールデンズに在籍。
2011年から2013年はイタリアンベースボールリーグのT&Aサンマリノと契約。一度退団するも2015年に再びサンマリノに復帰、2016年はリミニ・ベースボールクラブに所属した。

## プレースタイル
最速150 km/hを超えるストレートは球威があり、チェンジアップやナックルカーブなどの落ちる変化球を筆頭にスライダーなど変化球も多彩。

## 詳細情報

### 年度別投手成績
| 年 度    | 球 団    | 登 板 | 先 発 | 完 投 | 完 封 | 無 四 球 | 勝 利 | 敗 戦 | セ 丨 ブ | ホ 丨 ル ド | 勝 率 | 打 者 | 投 球 回 | 被 安 打 | 被 本 塁 打 | 与 四 球 | 敬 遠 | 与 死 球 | 奪 三 振 | 暴 投 | ボ 丨 ク | 失 点 | 自 責 点 | 防 御 率 | W H I P |
| -------- | -------- | ----- | ----- | ----- | ----- | -------- | ----- | ----- | -------- | ----------- | ----- | ----- | -------- | -------- | ----------- | -------- | ----- | -------- | -------- | ----- | -------- | ----- | -------- | -------- | ------- |
| 2000     | TOR      | 7     | 0     | 0     | 0     | 0        | 1     | 0     | 0        | 0           | 1.000 | 75    | 15.2     | 20       | 5           | 11       | 0     | 1        | 14       | 0     | 0        | 14    | 14       | 8.04     | 1.98    |
| 2000     | TEX      | 13    | 0     | 0     | 0     | 0        | 0     | 0     | 0        | 0           | ----  | 97    | 17.2     | 32       | 4           | 14       | 0     | 0        | 13       | 1     | 0        | 22    | 21       | 10.70    | 2.60    |
| '00計    | TEX      | 20    | 0     | 0     | 0     | 0        | 1     | 0     | 0        | 0           | 1.000 | 172   | 33.1     | 52       | 9           | 25       | 0     | 1        | 27       | 1     | 0        | 36    | 35       | 9.45     | 2.31    |
| 2001     | MON      | 29    | 0     | 0     | 0     | 0        | 0     | 0     | 0        | 0           | ----  | 121   | 26.1     | 31       | 1           | 12       | 1     | 0        | 19       | 1     | 0        | 13    | 12       | 4.10     | 1.63    |
| 2004     | BAL      | 7     | 0     | 0     | 0     | 0        | 0     | 0     | 0        | 0           | ----  | 50    | 10.0     | 13       | 3           | 7        | 0     | 0        | 8        | 1     | 0        | 7     | 6        | 5.40     | 2.00    |
| 2005     | 阪神     | 4     | 0     | 0     | 0     | 0        | 0     | 1     | 0        | 0           | .000  | 45    | 10.2     | 11       | 4           | 3        | 0     | 0        | 12       | 0     | 0        | 7     | 7        | 5.91     | 1.31    |
| 2006     | 阪神     | 49    | 3     | 0     | 0     | 0        | 1     | 2     | 2        | 12          | .333  | 308   | 73.2     | 58       | 6           | 29       | 0     | 4        | 55       | 7     | 0        | 33    | 31       | 3.79     | 1.18    |
| 2007     | 阪神     | 35    | 2     | 0     | 0     | 0        | 2     | 2     | 0        | 6           | .500  | 260   | 61.2     | 60       | 3           | 20       | 1     | 1        | 34       | 4     | 0        | 25    | 23       | 3.36     | 1.30    |
| 2008     | SK       | 3     | 3     | 0     | 0     | 0        | 1     | 2     | 0        | 0           | .333  | 36    | 7.0      | 8        | 1           | 8        | 0     | 0        | 3        | 1     | 0        | 10    | 10       | 12.86    | 2.29    |
| MLB：3年 | MLB：3年 | 56    | 0     | 0     | 0     | 0        | 1     | 0     | 0        | 0           | 1.000 | 343   | 69.2     | 96       | 13          | 44       | 1     | 1        | 54       | 3     | 0        | 56    | 53       | 6.85     | 2.01    |
| NPB：3年 | NPB：3年 | 88    | 5     | 0     | 0     | 0        | 3     | 5     | 2        | 18          | .375  | 613   | 146.0    | 129      | 13          | 52       | 1     | 5        | 101      | 11    | 0        | 65    | 61       | 3.76     | 1.24    |
| KBO：1年 | KBO：1年 | 3     | 3     | 0     | 0     | 0        | 1     | 2     | 0        | 0           | .333  | 36    | 7.0      | 8        | 1           | 8        | 0     | 0        | 3        | 1     | 0        | 10    | 10       | 12.86    | 2.29    |

### 記録
NPB
- 初登板：2005年4月26日　対中日ドラゴンズ4回戦（阪神甲子園球場）、9回表に4番手で救援登板・完了、1回2失点
- 初奪三振：同上、9回表に英智から見逃し三振
- 初先発：2005年8月26日、対読売ジャイアンツ16回戦（阪神甲子園球場）、4回2失点で敗戦投手
- 初ホールド：2006年5月9日、対千葉ロッテマリーンズ1回戦（阪神甲子園球場）、7回表に4番手で救援登板、1回無失点
- 初セーブ：2006年5月24日、対千葉ロッテマリーンズ4回戦（千葉マリンスタジアム）、5回裏2死に3番手で救援登板・完了、1/3回無失点（雨天コールド）
- 初勝利：2006年9月14日、対広島東洋カープ18回戦（広島市民球場）、7回裏2死に5番手で救援登板、1回1/3を無失点

### 背番号
- 34 （2000年）
- 45 （2000年）
- 31 （2001年）
- 49 （2004年）
- 59 （2005年 - 2007年）
- 68 （2008年）

### 登場曲
- 「My Way」Limp Bizkit（2005年 - 2006年）
- 「Los Mate」Tego Calderon（2007年）